# Fricativa palatal surda
No alfabeto fonético internacional, o Ç indica uma fricativa palatal surda. Este som se aproxima do X como na palavra caixa, mas a pronúncia, se aproxima do R inicial e R duplo no português brasileiro como na palavra rio, o X produz um som próximo ao Ç; para produzir esse som precisa-se colocar a ponta da língua nos dentes inferiores e tentar pronunciar o som do /ʃ/.
Há também a fricativa pós-palatal surda em algumas línguas, que é articulada um pouco mais para trás em comparação com o local de articulação da fricativa palatina surda prototípica, embora não tão atrás quanto a fricativa velar surda prototípica. O Alfabeto Fonético Internacional não possui um símbolo separado para esse som, embora possa ser transcrito como ⟨ç̠⟩, ⟨ç˗⟩ (ambos os símbolos denotam um ⟨ç⟩ retraído) ou ⟨x̟⟩ (⟨x⟩ avançado). Os símbolos X-SAMPA equivalentes são C_- e x_ +, respectivamente.
O símbolo ç é a letra c com uma cedilha, usada para soletrar palavras em francês e português, como façade e ação. No entanto, o som representado pela letra ç na ortografia francesa e portuguesa não é uma fricativa palatina surda, mas sim /s/, a fricativa alveolar surda.
As fricativas palatais são fonemas relativamente raros e apenas 5% das línguas do mundo têm /ç/ como fonema. O som ocorre, entretanto, como um alofone de /x/ em alemão ou, em outras línguas, de /h/ nas proximidades das vogais anteriores.
Especialmente na transcrição ampla, a fricativa pós-palatal surda pode ser transcrita como uma fricativa velar surda palatalizada (⟨xʲ⟩ no AFI, x' ou x_j no X-SAMPA).
Alguns estudiosos também postulam a aproximação palatal surda distinta da fricativa. A aproximante pode ser representada no AFI como ⟨j̊⟩. A distinção não é reconhecida pela International Phonetic Association.

## Características
- Sua forma de articulação é fricativa, o que significa que é produzida pela constrição do fluxo de ar por um canal estreito no local de articulação, causando turbulência.[2]
- Seu ponto de articulação é palatal, o que significa que é articulado com a parte média ou posterior da língua elevada ao palato duro. A outra variante pós-palatina idêntica é articulada ligeiramente atrás do palato duro, fazendo com que soe um pouco mais perto do velar [x].[2]
- Sua fonação é surda, o que significa que é produzida sem vibrações das cordas vocais.[2]
- Em alguns idiomas, as cordas vocais estão ativamente separadas, por isso é sempre surda; em outras, as cordas vocais são frouxas, de modo que pode assumir a abertura de sons adjacentes. É uma consoante oral, o que significa que o ar só pode escapar pela boca.
- É uma consoante central, o que significa que é produzida direcionando o fluxo de ar ao longo do centro da língua, em vez de para os lados.
- O mecanismo da corrente de ar é pulmonar, o que significa que é articulado empurrando o ar apenas com os pulmões e o diafragma, como na maioria dos sons.

## Ocorrência

### Palatal
| Língua          | Língua          | Palavra                | AFI          | Significado       | Notas |
| --------------- | --------------- | ---------------------- | ------------ | ----------------- | --- |
| Assamês         | Assamês         | সীমা / xima              | [ç̠ima]       | Limite, fronteira | |
| Azerbaijani     | Alguns dialetos | çörək                  | [tʃœˈɾæç]    | Pão               | Alofone de /c/. |
| Chinês          | Dialeto taizhou | 嬉                     | [çi]         | Brincar           | Corresponds to alveolo-palatal /ɕ/ in other Wu dialects |
| Chinês          | Padrão          | 票                     | [pj̊äʊ̯˥˩]     | Bilhete           | Alofonia comum de /j/ após consoantes aspiradas. Algumas transcrições podem usar [pʰjäw˥˩] em vez disso. |
| Dinamarquês     | Padrão          | pjaske                 | [ˈpçæskə]    | Respingo          | Pode ser alveolo-palatal [ɕ] no lugar. Antes de /j/, aspiração de /p, t, k/ é realizado como dessonorização e fortalecimento de /j/. Observe, no entanto, que a sequência /tj/ é normalmente realizada como uma africada [t͡ɕ]. |
| Neerlandês      | Padrão do norte | wiegje                 | [ˈʋiçjə]     | Berço             | Alofone de /x/ antes de /j/ para alguns falantes. |
| Inglês          | Australiano     | hue                    | [çʉː]        | Matiz             | Realização fonética de /hj/. |
| Inglês          | Britânico       | hue                    | [çʉː]        | Matiz             | Realização fonética de /hj/. |
| Inglês          | Scouse          | like                   | [laɪ̯ç]       | Gostar            | Alofone de /k/; varia de palatal a uvular, dependendo da vogal precedente. |
| Estoniano       | Estoniano       | vihm                   | [ʋiçm]       | Chuva             | Alofone de /h/. |
| Finlandês       | Finlandês       | vihko                  | [ʋiçko̞]      | Caderno           | Alofone de /h/. |
| Alemão          | Alemão          | nicht                  | [nɪçt]ⓘ      | Não               | Tradicionalmente alofone de /x/ ou vice-versa, mas fonêmico para alguns falantes que têm /aːx/ e /aːç/ (</ aʁç /). |
| Haida           | Haida           | xíl                    | [çɪ́l]        | Folha             | |
| Hmong           | Branco (Dawb)   | xya                    | [ça]         | Sete              | Corresponde a alveolo-palatal /ɕ/ no dialeto dananshan. |
| Hmong           | Verde (Njua)    | xya                    | [ça]         | Sete              | Corresponde a alveolo-palatal /ɕ/ no dialeto dananshan. |
| Húngaro         | Húngaro         | kapj                   | [ˈkɒpç]      | Consiga           | Alofone de /j/ entre uma obstruente surda e o fim da palavra. |
| Islandês        | Islandês        | hérna                  | [ˈçɛrtn̥a]    | Aqui              | |
| Irlandês        | Irlandês        | a Sheáin               | [ə çaːnʲ]    | John (vocativo)   | |
| Jalapa mazatec  | Jalapa mazatec  | [ exemplo necessário ] |              |                   | Descrito como um aproximante. Contrasta com o expresso /j/ e glotalizado expresso /ȷ̃/. |
| Japonês         | Japonês         | 人 / hito              | [çi̥to̞]       | Pessoa            | Alofone de /h/ antes de /i/ e /j/. |
| Cabile          | Cabile          | ḵtil                   | [çtil]       | Medir             | |
| Coreano         | Coreano         | 힘 / him               | [çim]        | Força             | Alofone de /h/ no começo de palavras antes de /i/ e /j/. |
| Norueguês       | Urbano oriental | kjekk                  | [çe̞kː]       | Lindo             | Frequentemente, alvéolo-palatal [ɕ]; falantes mais jovens em Bergen, Stavanger e Oslo fundem-no com /ʂ/. |
| Pachto          | Pachto central  | پښه                    | [pça]        | Pé                | |
| Pachto          | Dialeto wardak  | پښه                    | [pça]        | Pé                | |
| Romeno          | Padrão          | vlahi                  | [vlaç]       | Valahianos        | Alofone de /h/ antes de /i/. Tipicamente transcrito como [hʲ]. |
| Russo           | Padrão          | твёрдый / tvjordyj     | [ˈt̪ʋʲɵrd̪ɨ̞ç]ⓘ | Duro              | Possível realização de /j/. |
| Gaélico escocês | Gaélico escocês | eich                   | [eç]         | Cavalos           | |
| Espanhol        | Chileno         | mujer                  | [muˈçe̞ɾ]     | Mulher            | Alofone de /x/ antes de vogais frontais. |
| Turco           | Turco           | hile                   | [çile]       | Truque            | Alofone de /h/. |
| Valão           | Valão           | texhe                  | [tɛç]        | Tricotar          | |
| Galês           | Galês           | hiaith                 | [çaɪ̯θ]       | Língua            | Ocorre em palavras onde /h/ vem antes de /j/ devido à prótese h da palavra original, ou seja, iaith /jaɪ̯θ/ 'idioma' torna-se ei hiaith 'seu idioma', resultando em /j/ i → /ç/ hi.                                             |

### Pós-palatal
| Língua      | Língua          | Palavra                | AFI       | Significado | Notas |
| ----------- | --------------- | ---------------------- | --------- | ----------- | --- |
| Bielurrusso | Bielurrusso     | [ exemplo necessário ] |           |             | Tipicamente transcrito no AFI como ⟨xʲ⟩.                                                                           |
| Neerlandês  | Flamengo        | acht                   | [ɑx̟t]     | Oito        | Pode ser velar [x] no lugar.                                                                                       |
| Neerlandês  | Sotaques do sul | acht                   | [ɑx̟t]     | Oito        | Pode ser velar [x] no lugar.                                                                                       |
| Grego       | Grego           | ψυχή / psychí          | [ps̠iˈç̠i]ⓘ | Alma        | |
| Limburguês  | Dialeto weert   | ich                    | [ɪ̞x̟]      | Eu          | Alofone de /x/ antes e depois de vogais frontais.                                                                  |
| Lituano     | Lituano         | chemija                | ,         |             | Muito raro; Tipicamente transcrito no AFI como ⟨xʲ⟩.                                                               |
| Russo       | Padrão          | хинди / hindi          | [ˈx̟indʲɪ] | Híndi       | Tipicamente transcrito no AFI como ⟨xʲ⟩.                                                                           |
| Espanhol    | Espanhol        | mujer                  | [muˈx̟e̞ɾ]  | Mulher      | Alofone de /x/ antes de vogais frontais.                                                                           |
| Ucraniano   | Ucraniano       | хід / khid             | [x̟id̪]     | Curso       | Tipicamente transcrito no AFI como [xʲ].                                                                           |
| Usbeque     | Usbeque         | [ exemplo necessário ] |           |             | Friccionadamente friccionado; ocorre palavra-inicialmente e pré-consonantalmente, caso contrário, é pós-velar [x̠]. |